# 南村弾
南村 弾 （なむら だん、1979年‐）は、日本のテキスタイルクリエイター。NAMURA株式会社代表・ファブリックブランドの「ieno textile」主宰。「Heimtextil」のトレンドセッター。京都の友禅染作家の家系出身。

## 経歴
- 1979年 - 6月8日、東京生まれ
- 1999年 - ライフスタイルショップ「in the ROOM（株式会社 丸井）」のテキスタイルデザインのディレクション (~2007年)
- 2001年 - 株式会社 ニーディック入社
- 2002年 - 愛知県産地活性化デザインプロデュース
- 2006年 - インテリアライフスタイルNEONに出展
- 2007年 - Ambiente（ドイツ、フランクフルト）に出展
- 2008年
  - Tendence（ドイツ、フランクフルト）特別エリア NEXTに選出
  - オリジナルブランド「DAN PROJECT」始動
- 2009年
  - heimtextil（ドイツ、フランクフルト）トレンドセッターに選出（2009年～）
  - Maison&objet（フランス、パリ）に出展
- 2010年 - 「ELLE DECO デザインアワード」テキスタイル部門受賞
- 2012年 - 日本のインテリア見本市「インテリアライフスタイル」ディレクション（～2016年）
- 2013年 - 「FABRICIA（株式会社 アクタス）」ディレクション（2013年～）
- 2014年 - 自身のショップ「ieno textile」を代官山にオープン
- 2016年 - Intertextile Shanghai Apparel Fabrics 2016 Autumn Edition（中国、上海）トレンドセッター
- 2019年 - NAMURA株式会社設立

```
*
2018年
 - heimtextil（ドイツ、フランクフルト）トレンドアンバサダーに就任
[
1
]
（
2018年
～）
```

## 著作・作品集
- 『INSPIRATIONS―南村弾がデザインするインテリアテキスタイル』（トーソー出版、2012）